# しあわせソウのオコジョさん
『しあわせソウのオコジョさん』は、宇野亜由美の漫画『オコジョさん』を原作とするテレビアニメ作品である。2001年10月2日から2002年9月24日にテレビ東京系列で、火曜 18:00 - 18:30に放送されていた。全51話。
2015年7月20日より、ディズニー・チャンネルにて再放送が行われていた。

## 概要・ストーリー
槌谷揺というごくごく一般的な男子大学生が、オコジョを飼うことになる。名前はなく、ただの「オコジョ」（愛称を付けて呼ぶ者もいる）。槌谷やオコジョの周りの人間・動物により色々とおかしい出来事が引き起こされるギャグアニメである。不条理な部分も多い。アニメでも本編以外に学校を舞台とした「オコジョ番長」編やゴジラ映画のパロディのメカオコジョ登場編も放送された。

## キャラクター

### 動物
コジョピー / オコジョさん / オコジョ番長
声 - 沢城みゆき
主人公のオスのオコジョ。極めて男らしく、やや怒りっぽくてヤンキーな性格。人の話を最後まで聞かない性格で気に入らないことがあると「しゃ〜っ!」と言いつつ、威嚇のポーズをとるが、人間にとってはかわいらしい仕草にしか見えない。槌谷に飼われているのだが、本人は自分が主人のつもりでいる。ヤンキー口調なのはグレる前の幼い頃からだったようで、母親に注意されていた。好物はカラアゲ、次に高級ペットフードや生肉が好物。
元々は山奥で暮らしていたが、幼い頃に崖から落ち、キツネの「おやっさん」に生きる術を教わりながら育てられた。苦難の旅の末に母親（声 - よのひかり）との再会を果たすが、あまりにも立派なオコジョになりすぎたために、母親は自分の子であることに気が付かなかった。このことが引き金でヤンキーと化し、しばらくはクマを愛車にして森の中を暴れまわる日々を送る（実際には暴れまわるクマの上でかっこつけているだけであった）。しかし、冬に入りクマが冬眠した為に仕方が無く他の愛車を探していたところ、不運にも人間の子供に捕まってしまう。その後、流れ着いて売られたペットショップ「ラブリー」から脱走した後、街のゴミ置き場で飢死しそうになったところを槌谷に拾われ、今のしあわせ荘に住み着いた。
名前が付けられていない原作と違って、ゆうたにより「コジョピー」と名付けられた。ただし、実際にそう呼ぶのはゆうたやみゆ、コジョルー程度で、他の面々からは「オコジョさん」、あるいは「オコジョ」と呼ばれている（本人も名前に対して自覚ないらしく、自分自身のことを「コジョピー」とは名乗らない）。オコジョであるにもかかわらず、寒いのが苦手。
ちょろり
声 - 山崎雅美
オスの茶色い毛色のスナネズミ。兄弟がたくさんいる。甲高い声が特徴で、「〜でやんす」・「あは〜」などが口癖。一人称は「あっし」。
コジョピーや槌谷の隣に住む漫画家に飼われており、コジョピーと同様に、アニメ版では名前が付けられている。原作では（飼い主の漫画家からでさえ）「ネズミ」と呼ばれる。
コジョピーの一の子分で、彼を「おやびん」と呼び慕っているが、仁科がコジョピーをモデルに開発した「メカオコジョ」を連れて来ると、コジョピーと見分けられないなど、頭は良くない。
ヒマワリの種、チーズ、光る物が好き。結構、惚れっぽい。丸まって「マリモ」の物真似をするのが得意技。
コジョルー
声 - 鮭延未可
メスのオコジョ。まだ幼く、おっとりしていて天然。「る」・「るるるるる〜」など、「る」の付く鳴き方が特徴。
ちょろりと同じく、コジョピーのことを兄のように敬うが、まだ子供なので上下関係がわからずに「コジョピー」と呼び捨てにしている。
コジョピーと同じく、元は山奥で暮らしていたが、愚図な言動のあまり母親（声 - よのひかり）に「モグラの子だ」と叱責されたショックで自ら激流の川に飛び込んでしまい、溺死しそうになったところをたまたま漁師に網縄で引き上げられ、冷凍車で運ばれた末、しあわせ荘のみゆのもとに住み着いた。
オコジョ番長編では臨海学校の無人島で初登場、そのまま帰りの船に乗りオコジョ番長とのクラスメイトとなっている。
タッチン / フェレット番長
声 - 伊丸岡篤
オスのフェレット。槌谷がオコジョさんを飼っていることを羨ましがった佐伯兄が対抗して飼った。
高級ペットとしてのプライドから、コジョピーをライバル視していて、コジョピーのことを「野良オコジョ」と軽蔑する（逆にコジョピーには「豆ダヌキ」と呼ばれている）。コジョピーより口は達者だが、頭は良くない。
かつては人に懐く事なく反抗的な性格から何度もペットショップに返品されていた。その為、ありのままの自分では人に受け入れて貰えないと改心し、現在の様な人に懐く性格になった。
換毛期でコジョピーの毛色が変わった時期には、コジョピーのことをメスのオコジョと勘違いし、惚れてしまったこともある（原作では後に正体がわかってしまう）。
オコジョ番長編ではオコジョ番長の通う学校の生徒となっている。オコジョ番長同様、番長を名乗ってはいるが、番長らしい扱いは受けておらずチヤホヤされている。
ピョンキー&ピャンキー
声 - 寺田はるひ
るるとるかが飼っている、二卵性双生児のハリネズミ。メスのピョンキーはぶりっ子、オスのピャンキーは凶暴。2匹が巧みに入れ替わることで、コジョピーたちに二重人格だと思わせていた。
チビマモ
声 - 竹内順子
オスのピグミーマーモセット。仙堂に飼われているペットたちのリーダー的存在。仙堂のペットたちの世話で忙しく、短気で口が悪く生意気な性格。オコジョさんからは「チビザル」と呼ばれている。
オコジョ番長編ではオコジョ番長の通う学校の生徒となっている。
ヒャッホー
声 - 谷井あすか
メスのモモンガ。「ヒャッホーイ」が口癖の、自由奔放でハイテンションな性格。元々は槌谷に接近するためにペットの飼育を決めた繭美が「ペットショップラブリー」で購入したが直後に逃げ出し、野生化する。
オコジョ番長編ではオコジョ番長のクラスメイトとなっている。台詞は少なく、殆どモブ主演である。
原作では仙堂に飼われているペットだが、やはり度々逃げ出している。
太郎丸（たろうまる）
声 - 高橋広樹
仙堂の母（大家）に飼われているオス犬。いつも槌谷の部屋のほぼ正面にある犬小屋にいて、目を赤く光らせており、オコジョさんにひどく怖がられている。しかし、その性格は凶暴どころか温厚である。オコジョさんが太った際にはダイエットに協力した。
オコジョ番長編ではオコジョ番長のクラスメイトとなっている。ほとんど喋らない本編とは違いこちらでは普通に喋り、一人前は「ワシ」で語尾に「ワン」を付ける。
クマ / クマ校長
声 - 西前忠久
オコジョさんがヤンキー化したあと、「愛車」として乗り回していたクマ。
オコジョ番長編では学校の校長を務めている。問題が発生しても適当な対応で済ませてしまうほど、いい加減な性格。
老キツネ / キツネ先生
声 - 松山鷹志
左目に傷のあるオスのキツネ。天涯孤独となったオコジョさんに生きる術を教えた。オコジョさんは彼のことを「おやっさん」と呼び、尊敬の念を今でも忘れずに持っている。
オコジョ番長編では学校の教師を務めている。
ワニ / ワニ先生
声 - 鳥宗りつこ
メスのワニ。「ワニよ（何よ）」が口癖。オコジョさんが「ペットショップラブリー」から逃がしたが、補導され捕まえられてペットショップに戻されていた。オコジョさんからは「姉さん」と呼ばれ慕われていたが、当の本人は彼のことを食べようとしていた上、再会した時にはオコジョさんのことを忘れていた。
オコジョ番長編では学校の事務員を務めている。いつも腹を空かせていて、生徒や先生を食べようとする。
アナコンダ
アナコンダのオス。「ペットショップラブリー」で飼われている。
オコジョ番長編ではオコジョ番長のクラスメイトとなっている。奇妙な笑い声が特徴で、いつも教室の後ろを動き回っている。家はかなり横長。
カモノハシ
カモノハシのオス。オコジョ番長編でオコジョ番長のクラスメイトとなっている。
マングース番長
声 - 塩屋翼
オコジョ番長編で登場。オコジョ番長やフェレット番長よりもしっかりしていて、登場すると二匹以上に学校中で話題になったが、程なくして二匹にその立場を譲った。
ハブ番長
声 - 岩崎征実
オコジョ番長編で登場。学校に乗り込み、コジョルーなどに襲いかかるが、マングース番長などにこてんぱんにされた。

### 人間
槌谷 遥（つちや はるか）
声 - 小泉豊
コジョピーの飼い主の大学生。常に無表情・寡黙で何を考えているのかよく分からないが、一応常識人。うなずく時は、「コックン」という音が鳴る。
原作では単なる面白半分でオコジョを飼い始めた節があったが、アニメ版では時に迷惑を被りつつも、コジョピーのことを大事に思っているようである。野生に帰したほうがいいのではと思い、雪山のコテージにバイトに行く際に連れていったことがある。
細身ながら体力があり、引越しなど肉体労働のバイトもこなす。一度選択に迷い始めると、それがたとえデザート程度の選択でも何時間も迷い続ける。恋愛には疎く、デート相手をしばしば落胆させ、繭美を暴走させる。家族は父・母・姉で、全員遥と同じ顔、同じ性格。うなずく時の「コックン」という音まで共通する。
無類の園芸好きで、園芸関連の雑誌は（一応1冊に絞ろうとするが）全て買い、テレビ番組は全てチェックする。
オコジョ番長編ではオコジョ番長のクラスの学級委員を務めている。本編に比べて口数が多く表情も豊かで、ツッコミ役。
久遠 ゆうた（くどお ゆうた）
声 - 加藤奈々絵
しあわせ荘に住む少年。コジョピーとコジョルーの名付け親。
真面目で大人しい性格だが、ちょっと泣き虫。年齢は明言していないが、算数の教科書より小学3年生と思われる。
原作では彼をモデルとした少年が逆輸入する形で登場。「白くて細くてニョロニョロでかわいい」という理由で、オコジョ（コジョピー）を「ニョロちゃん」と呼んでいた。
オコジョ番長編ではオコジョ番長のクラスメイトとなっている。
アニメでは毎回サブタイトルのコールを担当している。
西塔 みゆ（さいとう みゆ）
声 - 谷井あすか
ゆうたの友達で、コジョルーの飼い主。後半のエピソードで、しあわせ荘に引っ越してきた。やや自己中心的。
ゆうたとよく一緒にいて、とても仲がよい。母はトリマー（ペットの美容師）。
原作では彼女をモデルとした少女が逆輸入する形で登場。
佐伯 シュン（さえき シュン） / 佐伯先生
声 - 原田英敬
タッチンの飼い主で槌谷と同じ大学に通う大学生。スタッフロールでは、カタカナで「サエキ」と書かれている。
常に笑顔のお調子者で、場の空気が読めず自分勝手な理屈や理由を付けては騒動を巻き起こす。そのためゆうたは苦手に思っている様子。コジョピーのことを「チューちゅん」と呼び、よく抱きつこうとしては引っ掻き攻撃を喰らっている。彼自身はコジョピーを可愛がっているつもり、自身のペットであるタッチンに関しては連れ去られたコジョピーを救う際身代わりにしたまま忘れるなど少々扱いが酷い時もあるがしっかりと愛情はもっているようである。
アニメでは豚足が大好物で出囃子と共に登場する。グラビアアイドル好きで、石楠花由美子（しゃくなげ ゆみこ、声 - 木川絵理子）のファン。
オコジョ番長編では、オコジョ番長達のクラスの担任だが、何かと頼りない。
佐伯 トモコ（さえき トモコ）
声 - 中村明香
シュンの妹。兄と同じく常に笑顔で、元気な明るい性格。スタッフロールでは、「トモコ」と書かれている。
オコジョ番長編ではオコジョ番長のクラスメイトで、シュンとは血縁者でない設定になっている。
田所 るる（たどころ るる） & 田所 るか（たどころ るか）
声 - 谷井あすか
ピョンキーとピャンキーの飼い主でしあわせ荘に住む双子の少女。物怖じしない性格で、コジョピーたちもかなわない。
「変なのごっこ」（両腕を上に挙げ、「変なの〜変なの〜♪」と歌いながら上半身を左右にひたすら揺らす）など、怪しい遊びを好み、初めてコジョピーと会った際には彼を恐怖させた。2人の区別は前髪の向きで可能。
オコジョ番長編ではオコジョ番長のクラスメイトとなっている。
塚原 映日（つかはら あきひ）
声 - 高橋広樹
獣医師。動物の生態系に詳しく、名高い医師として尊敬されているが、オコジョに異常なまでの執着と愛情を持っており、しばしば暴走してしまう（一定期間オコジョさんに会わないでいると、禁断症状を起こすほど）。オコジョさんにはその好意は伝わっていないため、よく威嚇されている。槌谷からコジョピーを預かる事になった際にはとても喜んで豪華な手料理を振る舞ったりお風呂に入れてあげたりしたがむしろコジョピーから嫌われてしまい部屋中に沢山あった手作りのオコジョグッズを破壊されかなりショックを受けたが今度はオコジョさんに好かれるグッズを作ろうとすぐに立ち直るなど感情の変化が激しい一面もある。
オコジョ番長編ではオコジョ番長の通う学校の保健室の先生となっている。
富士咲 都（ふじさき みやこ）
声 - 木川絵理子
塚原の動物病院の事務・助手。数少ない常識人だが、塚原が自分のことよりもオコジョが好きなことにヤキモチを焼いている。そんな塚原の暴走を止めるのが彼女の役目である。
仙堂 一郎（せんどう いちろう）
声 - 竹本英史
しあわせ荘の大家の息子。珍しい動物を多数飼い込んでいる。餌代は母親（声 - 尾小平志津香）持ちなので、母親には頭が上がらない。人間には冷たい態度を取るが動物には優しく、彼のペットは仙堂に飼われていることに満足している様子（塚原も仙堂のペットを見て「健康管理には気を遣っている様だ」と言っている）。
かつて家賃を一日延滞して支払った事を理由に槌谷からコジョピーを無理やり奪ったが、槌谷達の活躍と直後に入ってきた仙堂の母親が彼を叱咤した為に、コジョピーを自分の物に出来なかった。
仁科 学（にしな まなぶ）
声 - 杉田智和
槌谷たちと同じ大学に通う大学生。通称「科学くん」。科学の力を心から信じている。
妙な発明品を造っては余計な騒動を起こしており、特に「メカオコジョ」にちなんだエピソードで多く登場する。
長谷川 マサシ（はせがわ まさし）
声 - 伊丸岡篤
髪を金髪に染めたヤンキー。ヤンキー気質のコジョピーからは、風船ガムを膨らます様子などから「凄い人間」と呼ばれ尊敬されている。
閑を遥の女装と勘違いし、しかもそれに惚れてしまい苦悩する。
森下 繭美（もりした まゆみ）
声 - 武藤寿美
しあわせ荘の近所で暮らしている中学生。いつもムスっとした顔（仏頂面）をしているが、心の中は普通の思春期の女の子である。口はほぼ開くことは無く、テレパシーのようなもので会話を行う。槌谷と同様に、うなずくと「コックン」と音が鳴るが、彼女の方が音が高い。
槌谷に恋心を抱いていて告白のチャンスを狙っているが、あと一歩が踏み込めず、妄想（ナレーターいわく「思春期の妄想」）が膨らみ暴走してしまう。またコジョピーのファンだと勘違いされる。
原作では非常に嫉妬深い性格で、槌谷に飼われているオコジョさんに嫉妬して動物虐待まがいの行動をしている。
井澄（いずみ）
声 - 竹内順子
繭美の親友。彼女の恋を応援するが、結局振り回されっぱなしである。個性派な繭美とは反対に常識人であり、得意技は空手チョップでのツッコミ。
漫画家
声 - 荘真由美
槌谷の隣のマンションで生活している、ちょろりの飼い主。いつも締め切りに追われ、編集者からの電話に怯えている。本名は明かされていないが、原作者の宇野亜由美がモデルとのことである。漫画のアイデアのためにちょろりをザリガニと戦わせようとするなど虐待まがいの行動をすることもあるがちょろりの好物のひまわりの種をあげるなど愛情は持ってる様子でちょろりからも飼い主と認められている。
普段は無地のシャツにメガネ姿のラフな恰好だが、外出時はボディコンスタイルに派手な化粧やブランド品のバッグ等で身に固めるなど、別人のような美人に変貌する（性格もハイテンションになる）。
レイカ。
声 - 白木克枝
漫画家の友人。怪しい風貌の女性でちょろりの元の飼い主。黒魔術に詳しい。
久遠ゆうたの母（ゆうたママ）
声 - 荘真由美
ゆうたの母。三角巾がトレードマークで、なぜか家など勤務時間外でも肌身離さず着けている（逆輸入された原作では付けていない）。近所の弁当屋（アニメでは「シアワセ亭」）でパートとして働いており、単身赴任中の夫に代わってゆうたを育てている。
本名は明かされておらず、番長編のネームプレートでも「ゆうたママさん」と書かれ、ゆうたからは「ゆうた君のお母さん」と赤の他人として呼ばれていた。
オコジョ番長編ではセーラー服やスクール水着を着こなし、時にはラバースーツに三角巾という奇抜な恰好も見せた。また、佐伯先生に「股裂きの刑」を命ぜられた時には、何故か嬉しそうに頬を染めていた。
ペット店店長
声 - 上田陽司
コジョピーが捕まっていたペットショップの店長。おかっぱ頭で常に扇子を持ち歩いている。ワニを逃がしたことで自らが経営するペットショップは営業停止となってしまう。ペットをお金儲けの道具として見ていなかった為、富士咲都からは嫌われている。逃げだしたコジョピーをあの手この手で捕獲しようとするが、いつも空回りしている。
石神井 珠代（しゃくじい たまよ）
しゃがれた声が特徴な年配の女性。事あるごとに幸が薄そうな話をしたり、ひ弱そうな様子を見せたりするが、その正体はただ卑しくがめついだけの「いじわるばあさん」である。
しあわせ荘の2階で、娘の町子（声 - 若泉絵子）や孫のゆかり（声 - 鮭延未可）と一緒に暮らしているが、二人からはすっかり呆れられている。
オコジョ番長編では購買部の店主として登場し、あくどい商売を見せつけるなどして、みんなを困惑させた。
ミズホ
声 - たがみかおり
トモコの友達で、同じ高校の同級生。一見普通の少女だが、国家機密に関わる仕事をしている。
槌谷 閑（つちや しずか）
声 - 寺田はるひ
槌谷遥の姉。就職活動中で、何かと苦戦している。美人だが弟の遥に譲らず、表情は鉄面皮のよう。原作では喫煙者である。
ふとしたことがきっかけで、（勘違いながらも）長谷川に片想いされる。オコジョさんからは「最強のアネキ」と呼ばれるようになった。
ナレーション
声 - 寺田はるひ
無機質かつ低い声でしゃべり、冷静に当意即妙な突っ込みを入れる。
ストーリー展開に応じて、しばしば「〜とか思っていた」や「思春期の妄想」などといった特徴的な言い回しをする。

## スタッフ
- 原作 - 宇野亜由美『オコジョさん』（白泉社 月刊Lala掲載）
- 監督 - 山本裕介
- シリーズ構成 - 西園悟
- キャラクターデザイン - 岸田隆宏
- デザインワークス - キムヒロミチ
- 美術監督 - 西川淳一郎→藤田勉
- カラーディレクター - 川見拓也
- コンポジットディレクター - 長牛豊
- 編集 - 後藤正浩
- 音楽 - 天野正道
- 録音演出 - 塩屋翼
- プロデューサー - 具嶋朋子、板橋秀徳、植田基生
- 製作 - テレビ東京、創通映像、RADIX

## 主題歌
オープニングテーマ
「あのコのHappy Face」（第1話 - 第25話）
作詞 - 吉元由美 / 作曲・編曲 - 平間あきひこ / 歌 - しあわせシスターズ
同曲は平間あきひこプロデュースのRookyの曲としてリリース予定だったが、放送した2001年にグループとしての活動終了が決まっていたため、Cyber Nation NetworkのボーカルであるSister MAYOを加える形で作品限定ユニット「しあわせシスターズ」となった。
「コジョピーのうた」（第26話 - 第49話）
作詞・作曲・編曲 - en avant / 歌 - しあわせオコジョ組（コジョピー・ちょろり・コジョルー）
映像では、本物のオコジョを撮影したVTRが使用され、最後にはコジョピーのように動く葉っぱが合成された。また、第51話ではエンディングテーマとして使用された。

エンディングテーマ
「眠くなるまで」（第1話 - 第25話、第50話）
作詞 - 斉藤謙策 / 作曲・編曲 - ジャック・伝ヨール / 歌 - 高取ヒデアキ
「ぽかぽかコジョルー」（第26話 - 第49話）
作詞・作曲・編曲 - en avant / 歌 - 鮭延未可
第29話からは曲にリミックスが施され、最後のシーンにコジョピーとちょろりが登場するようになった。また、第34話からは静止画の一部（背景や太郎丸の目など）にエフェクトが加えられたほか、第50話では挿入歌として使用された。

挿入歌
「オコジョ番長のテーマ」（第20、25、33話）
作詞 - 宇野亜由美、西園悟 / 作曲・編曲 - ジャック・伝ヨール / 歌 - 高取ヒデアキ

## 各話リスト
| 回 | 放送日         | サブタイトル                 | 脚本         | 絵コンテ                | 演出              | 作画監督   |
| -- | -------------- | ---------------------------- | ------------ | ----------------------- | ----------------- | ---------- |
| 1  | 2001年 10月2日 | オコジョさんが来た!          | 西園悟       | 山本裕介                | 山本裕介          | 吉野真一   |
| 1  | 2001年 10月2日 | オコジョさん病院へ行く       | 西園悟       | 山本裕介                | 山本裕介          | 下坂英男   |
| 2  | 10月9日        | コジョピーのしあわせ荘探検   | 西園悟       | 山本裕介                | 米田光宏          | 蒔世捺子   |
| 2  | 10月9日        | 笑うサエキ                   | 西園悟       | 高田淳                  | 加藤茂            | 宇田川一彦 |
| 3  | 10月16日       | オコジョの墓                 | 浦沢義雄     | 高田淳                  | 加藤茂            | 加藤茂     |
| 3  | 10月16日       | 敵は掃除機                   | 浦沢義雄     | うえだひでひと          | アサミマツオ      | 斉藤新明   |
| 4  | 10月23日       | コジョピー、パラダイスへ     | 中弘子       | 奥田万つ里              | 木村隆一          | 山下敏成   |
| 4  | 10月23日       | コジョピーのキャンパス生活   | 中弘子       | 山本裕介                | 木村隆一          | 下坂英男   |
| 5  | 10月30日       | コジョピーの秘密             | 高山カツヒコ | 持丸タカユキ            | 米田光宏          | 米田光宏   |
| 5  | 10月30日       | コジョピーVSタッチン         | 西園悟       | 持丸タカユキ            | 持丸タカユキ      | 下坂英男   |
| 6  | 11月6日        | タッチンの涙                 | 浦沢義雄     | 山本裕介                | いまざきいつき    | 工藤柾輝   |
| 6  | 11月6日        | コジョピーの悪夢             | 佐藤和浩     | いまざきいつき          | いまざきいつき    | 工藤柾輝   |
| 7  | 11月13日       | コジョピー大変身!            | 中弘子       | 石之博和                | 石之博和          | 石之博和   |
| 7  | 11月13日       | 恋するコジョピー             | 佐藤和浩     | 渡辺健一郎              | 渡辺健一郎        | 井口忠一   |
| 8  | 11月20日       | すてきなハイキング           | 浦沢義雄     | 大森貴弘                | 大森貴弘          | 大森貴弘   |
| 8  | 11月20日       | コスモス畑のツカハラ         | 浦沢義雄     | 大森貴弘                | 五十嵐達也        | 蒔世奈子   |
| 9  | 11月27日       | コジョピーのいる生活         | 高山カツヒコ | 西沢信孝                | 寒竹清隆 山本裕介 | 川口弘明   |
| 9  | 11月27日       | コタツの中はパラダイス       | 中弘子       | 西沢信孝                | 山口美浩          | 松田芳明   |
| 10 | 12月4日        | 雪とゆうたとカラアゲと       | 浦沢義雄     | うえだひでひと          | アサミマツオ      | 畑智司     |
| 10 | 12月4日        | オコジョ番長! 登場編         | 西園悟       | 山本裕介                | 山本裕介          | 下坂英男   |
| 11 | 12月11日       | ちょろりとネズミどの         | 西園悟       | 木村隆一                | 加藤茂            | 加藤茂     |
| 11 | 12月11日       | 好きすきコジョピー           | 中弘子       | 渡辺健一郎              | 渡辺健一郎        | 斉藤新明   |
| 12 | 12月18日       | 決戦! クリスマスツリー       | 浦沢義雄     | いまざきいつき          | いまざきいつき    | 工藤柾輝   |
| 12 | 12月18日       | コジョピーのメリークリスマス | 浦沢義雄     | いまざきいつき          | いまざきいつき    | 工藤柾輝   |
| 13 | 12月25日       | オコジョ番長! 試験編         | 西園悟       | 山本裕介                | 五十嵐達也        | 下坂英男   |
| 13 | 12月25日       | 槌谷、故郷に帰る             | 佐藤和浩     | 蒔世捺子                | 五十嵐達也        | 蒔世捺子   |
| 14 | 2002年 1月8日  | チチの思い出                 | 浦沢義雄     | 山口美浩 山本裕介       | 山口美浩          | 冬川岬     |
| 14 | 2002年 1月8日  | コジョピー、TVデビュー       | 高山カツヒコ | 追崎史敏                | 山口美浩          | 冬川岬     |
| 15 | 1月15日        | うばわれたコジョピー 前編    | 西園悟       | 渡辺健一郎              | 渡辺健一郎        | 斉藤新明   |
| 15 | 1月15日        | うばわれたコジョピー 後編    | 西園悟       | 木村隆一                | 渡辺健一郎        | 下坂英男   |
| 16 | 1月22日        | 消えたエサの謎               | 中弘子       | 紅優                    | アサミマツオ      | 小林明美   |
| 16 | 1月22日        | ちょろりの幸せ               | 浦沢義雄     | 持丸タカユキ            | 加藤茂            | 加藤茂     |
| 17 | 1月29日        | ちょろりVSワタボコリ         | 佐藤和浩     | いまざきいつき          | いまざきいつき    | 工藤柾輝   |
| 17 | 1月29日        | オコジョ番長! 決闘編         | 高山カツヒコ | いまざきいつき          | いまざきいつき    | 工藤柾輝   |
| 18 | 2月5日         | ハリネズミはお上品?          | 浦沢義雄     | 木村隆一                | 北川正人          | 青井清年   |
| 18 | 2月5日         | 繭美のラブレター大作戦       | 西園悟       | 山本裕介                | 山本裕介          | 下坂英男   |
| 19 | 2月12日        | 繭美のバレンタイン大作戦     | 西園悟       | 坂本郷                  | 五十嵐達也        | 蒔世捺子   |
| 19 | 2月12日        | イタチ一家を救え!            | 中弘子       | 坂本郷                  | 五十嵐達也        | 村上勉     |
| 20 | 2月19日        | ツカハラ、夢の日々           | 佐藤和浩     | 紅優                    | 佐山聖子          | 竹田逸子   |
| 20 | 2月19日        | オコジョ番長! 日直編         | 西園悟       | 持丸タカユキ            | 加藤茂            | 加藤茂     |
| 21 | 2月26日        | 耳長フェレットの謎           | 浦沢義雄     | 渡辺健一郎              | 渡辺健一郎        | 斉藤新明   |
| 21 | 2月26日        | コジョピー、パパになる       | 浦沢義雄     | 渡辺健一郎              | 渡辺健一郎        | 下坂英男   |
| 22 | 3月5日         | 育て! 夢のタネ               | 中弘子       | 福島利規                | 福島利規          | 三木俊明   |
| 22 | 3月5日         | コジョピー空を飛ぶ           | 西園悟       | 木村隆一                | 浅見松雄          | 小林明美   |
| 23 | 3月12日        | オコジョにワナワナ           | 高山カツヒコ | いまざきいつき 山本裕介 | いまざきいつき    | 工藤柾輝   |
| 23 | 3月12日        | モテモテの条件               | 佐藤和浩     | 山本裕介                | いまざきいつき    | 工藤柾輝   |
| 24 | 3月19日        | コジョピー、野生に還る 前編  | 中弘子       | 近藤信宏                | 北川正人          | 望月謙     |
| 24 | 3月19日        | コジョピー、野生に還る 後編  | 中弘子       | 近藤信宏                | 米田光宏          | 米田光宏   |
| 25 | 3月26日        | オコジョ番長! 逆襲編         | 浦沢義雄     | 蒔世捺子                | 五十嵐達也        | 蒔世捺子   |
| 25 | 3月26日        | 桜の木の下で                 | 西園悟       | 渡辺健一郎              | 五十嵐達也        | 村上勉     |
| 26 | 4月2日         | オコジョVSオコジョ           | 西園悟       | 坂本郷                  | 渡辺健一郎        | 斉藤新明   |
| 26 | 4月2日         | その名はコジョルー           | 西園悟       | 山本裕介                | 渡辺健一郎        | 下坂英男   |
| 27 | 4月9日         | コジョルー、しあわせ荘をいく | 西園悟       | 山本裕介                | 五十嵐達也        | 村上勉     |
| 27 | 4月9日         | オコジョ番長! 新学期編       | 浦沢義雄     | 紅優                    | 浅見松雄          | 佐藤陽子   |
| 28 | 4月16日        | ツバメをねらえ!              | 中弘子       | 高田淳                  | 加藤茂            | 加藤茂     |
| 28 | 4月16日        | コジョルーの大好物は?        | 浦沢義雄     | 北川正人                | 加藤茂            | 加藤茂     |
| 29 | 4月23日        | オジョコとおばあさん         | 佐藤和浩     | 蒔世捺子                | 五十嵐達也        | 蒔世捺子   |
| 29 | 4月23日        | オコジョ番長! 入院編         | 西園悟       | 近藤信宏                | 北川正人          | 望月謙     |
| 30 | 4月30日        | 死闘! 鯉のぼり               | 浦沢義雄     | いまざきいつき          | いまざきいつき    | 工藤柾輝   |
| 30 | 4月30日        | アイドルに会いたい!          | 高山カツヒコ | いまざきいつき          | いまざきいつき    | 工藤柾輝   |
| 31 | 5月7日         | 科学君の恐るべき実験         | 西園悟       | 山本裕介                | 渡辺健一郎        | 大河原晴男 |
| 31 | 5月7日         | オコジョ番長! 授業料編       | 中弘子       | 渡辺健一郎              | 渡辺健一郎        | 斉藤新明   |
| 32 | 5月14日        | マンガ家はつらいよ           | 中弘子       | 福島利規                | 境橋渡            | 下坂英男   |
| 32 | 5月14日        | かくれんぼ大決戦!            | 浦沢義雄     | 大森貴弘                | 境橋渡            | 下坂英男   |
| 33 | 5月21日        | みゆは名トリマー?            | 中弘子       | 小高義規                | 林有紀            | 桜井木ノ実 |
| 33 | 5月21日        | オコジョ番長! 繁盛編         | 高山カツヒコ | 小林孝嗣                | 五十嵐達也        | 村上勉     |
| 34 | 5月28日        | 失われた野性                 | 西園悟       | 持丸孝行                | 加藤茂            | 加藤茂     |
| 34 | 5月28日        | あこがれのニンゲン           | 西園悟       | 山本裕介                | 加藤茂            | 加藤茂     |
| 35 | 6月4日         | ありがとう、と言えなくて     | 西園悟       | 坂本郷                  | 北川正人          | 望月謙     |
| 35 | 6月4日         | オコジョ番長! 家庭訪問編     | 高山カツヒコ | 坂本郷                  | 北川正人          | 山下敏成   |
| 36 | 6月11日        | 科学君、第二の挑戦           | 西園悟       | 蒔世捺子                | 五十嵐達也        | 蒔世捺子   |
| 36 | 6月11日        | オコジョVSメカオコジョ       | 西園悟       | 高田淳                  | 岡嶋国敏          | 高橋成之   |
| 37 | 6月18日        | コジョルーとちょろり         | 中弘子       | 福島利規                | 渡辺健一郎        | 斉藤新明   |
| 37 | 6月18日        | オコジョ番長! 購買部編       | 高山カツヒコ | 佐山聖子                | 林有紀            | 桜井木ノ実 |
| 38 | 6月25日        | 繭美のデート大作戦           | 佐藤和浩     | 山本裕介                | 渡辺健一郎        | 吉野真一   |
| 38 | 6月25日        | ツカハラのオコジョ断ち       | 浦沢義雄     | 渡辺健一郎              | 渡辺健一郎        | 大河原晴男 |
| 39 | 7月2日         | 星に願いを                   | 浦沢義雄     | 菊地康仁                | 菊地康仁          | 鉄心       |
| 39 | 7月2日         | オコジョ番長! プール編       | 中弘子       | 小林孝嗣                | 五十嵐達也        | 村上勉     |
| 40 | 7月9日         | コジョピーの恩返し           | 高山カツヒコ | 福島利規                | 加藤茂            | 加藤茂     |
| 40 | 7月9日         | 繭美のペアルック大作戦       | 西園悟       | 福島利規                | 岡嶋国敏          | 望月謙     |
| 41 | 7月16日        | オコジョ番長! 臨海学校編     | 中弘子       | 山本裕介                | 北川正人          | 木下ゆうき |
| 41 | 7月16日        | アルバイトパニック           | 浦沢義雄     | 坂本郷                  | 北川正人          | 鎌田祐輔   |
| 42 | 7月23日        | プールサイド危機一髪!        | 浦沢義雄     | 佐山聖子                | 小高義規          | 桜井木ノ実 |
| 42 | 7月23日        | 妄想に踊る槌谷               | 西園悟       | 蒔世捺子                | 五十嵐達也        | 蒔世捺子   |
| 43 | 7月30日        | カラフルコジョピー           | 中弘子       | 坂本郷                  | 渡辺健一郎        | 斉藤新明   |
| 43 | 7月30日        | オコジョ番長! 生活指導編     | 佐藤和浩     | 渡辺健一郎              | 渡辺健一郎        | 茂木琢次   |
| 44 | 8月6日         | タッチン、恋のはじまり       | 高山カツヒコ | 持丸孝行                | 加藤茂            | 加藤茂     |
| 44 | 8月6日         | コジョルーは、なぜ白い?      | 浦沢義雄     | 福島利規                | 北川正人          | 高橋成世   |
| 45 | 8月13日        | 私はコジョピー?              | 西園悟       | 五十嵐達也              | 五十嵐達也        | 村上勉     |
| 45 | 8月13日        | 長谷川、ときめきの午後       | 西園悟       | 山本裕介                | 岡嶋国敏          | 望月謙     |
| 46 | 8月20日        | 愛と憎しみのタッチン         | 中弘子       | 鎌田祐輔                | 渡辺健一郎        | 鎌田祐輔   |
| 46 | 8月20日        | どきどきクリニック           | 浦沢義雄     | 渡辺健一郎              | 渡辺健一郎        | 大河原晴男 |
| 47 | 8月27日        | あこがれのオコジョ           | 浦沢義雄     | 小高義規                | 小高義規          | 桜井木ノ実 |
| 47 | 8月27日        | オコジョ番長! 夏休み編       | 高山カツヒコ | ネギシヒロシ            | 加藤茂            | 加藤茂     |
| 48 | 9月3日         | ちょろりの結婚               | 浦沢義雄     | 蒔世捺子                | 五十嵐達也        | 立山信也   |
| 48 | 9月3日         | メカオコジョの逆襲           | 西園悟       | 白河明治                | 山本裕介          | 高橋成世   |
| 49 | 9月10日        | 好きだッ! ツチヤ             | 佐藤和浩     | 山本裕介                | 北川正人          | 茂木琢次   |
| 49 | 9月10日        | オコジョ番長! 運動会編       | 高山カツヒコ | 持丸タカユキ            | 北川正人          | 望月謙     |
| 50 | 9月17日        | ぽかぽかコジョルー           | 中弘子       | 坂本郷                  | 加藤茂            | 加藤茂     |
| 50 | 9月17日        | オコジョ番長! 完結編         | 西園悟       | 鎌田祐輔                | 渡辺健一郎        | 鎌田祐輔   |
| 51 | 9月24日        | しあわせ荘のオコジョさん前編 | 西園悟       | 山本裕介                | 山本裕介          | 斉藤新明   |
| 51 | 9月24日        | しあわせ荘のオコジョさん後編 | 西園悟       | 山本裕介                | 山本裕介          | 高橋成世   |

## 関連商品
バンダイにより、ぬいぐるみなどの子供向け玩具が発売された。
また、バンダイビジュアルよりビデオソフト（DVDおよびVHS）が、日本コロムビア（コロムビアレコード）より主題歌集やサウンドトラックといったCDが発売された。

### DVD
- 毎回封入特典 - 解説書「しあわせ荘回覧板」
- 毎回映像特典 - ノンテロップOP&ED
- 価格 - 3,990円

| 巻数 | 発売日         | 収録話          | 規格品番  |
| ---- | -------------- | --------------- | --------- |
| 1    | 2002年3月25日  | 第1話 - 第2話   | BCBA-1167 |
| 2    | 2002年4月25日  | 第3話 - 第6話   | BCBA-1168 |
| 3    | 2002年5月25日  | 第7話 - 第10話  | BCBA-1169 |
| 4    | 2002年6月25日  | 第11話 - 第14話 | BCBA-1170 |
| 5    | 2002年7月25日  | 第15話 - 第18話 | BCBA-1171 |
| 6    | 2002年8月25日  | 第19話 - 第22話 | BCBA-1172 |
| 7    | 2002年9月25日  | 第23話 - 第26話 | BCBA-1173 |
| 8    | 2002年10月25日 | 第27話 - 第30話 | BCBA-1298 |
| 9    | 2002年11月25日 | 第31話 - 第34話 | BCBA-1299 |
| 10   | 2002年12月21日 | 第35話 - 第38話 | BCBA-1300 |
| 11   | 2003年1月15日  | 第39話 - 第42話 | BCBA-1301 |
| 12   | 2003年2月25日  | 第43話 - 第46話 | BCBA-1302 |
| 13   | 2003年3月28日  | 第47話 - 第51話 | BCBA-1303 |

### VHS
- 価格 - 6,300円

| 巻数 | 発売日         | 収録話          | 規格品番 |
| ---- | -------------- | --------------- | -------- |
| 1    | 2002年3月25日  | 第1話 - 第2話   | BES-2898 |
| 2    | 2002年4月25日  | 第3話 - 第6話   | BES-2899 |
| 3    | 2002年5月25日  | 第7話 - 第10話  | BES-2900 |
| 4    | 2002年6月25日  | 第11話 - 第14話 | BES-2901 |
| 5    | 2002年7月25日  | 第15話 - 第18話 | BES-2902 |
| 6    | 2002年8月25日  | 第19話 - 第22話 | BES-2903 |
| 7    | 2002年9月25日  | 第23話 - 第26話 | BES-2904 |
| 8    | 2002年10月25日 | 第27話 - 第30話 | BES-2938 |
| 9    | 2002年11月25日 | 第31話 - 第34話 | BES-2939 |
| 10   | 2002年12月21日 | 第35話 - 第38話 | BES-2940 |
| 11   | 2003年1月15日  | 第39話 - 第42話 | BES-2941 |
| 12   | 2003年2月25日  | 第43話 - 第46話 | BES-2942 |
| 13   | 2003年3月28日  | 第47話 - 第51話 | BES-2943 |